# Fortunio
Fortunio es una ópera (comédie lyrique) en cuatro actos y 5 escenas con música de André Messager según un libreto de Gaston Arman de Caillavet y Robert de Flers, basado en la comedia de Alfred de Musset Le Chandelier. Una obra teatral en la tradición de la opéra comique, la ópera contiene algún diálogo hablado así como recitativos cantados y arias. Se estrenó en la Opéra-Comique en la Salle Favart en París el 5 de junio de 1907. 
Esta ópera rara vez se representa en la actualidad; en las estadísticas de Operabase aparece con sólo 4 representaciones en el período 2005-2010.

## Personajes
| Personaje                          | Tesitura | Reparto del estreno, 5 de junio de 1907 (Director: - André Messager) |
| ---------------------------------- | -------- | -------------------------------------------------------------------- |
| Fortunio                           | tenor    | Fernand Francell                                                     |
| Jacqueline, esposa de Maître André | soprano  | Marguerite Guiraud-Carré                                             |
| Landry                             | barítono | Jean Périer                                                          |
| Guillaume                          | bajo     | Gustave Huberdeau                                                    |
| Madelon, un sirviente              | soprano  | Béatrice La Palme                                                    |
| Maître André                       | barítono | Lucien Fugère                                                        |
| Clavaroche, un capitán             | barítono | Hector Dufranne                                                      |
| Gertrude, un criado                | soprano  | Marguerite Villette                                                  |
| Maître Subtil                      | tenor    | Maurice Cazeneuve                                                    |
| Teniente de Verbois                | barítono | Paul Guillamat                                                       |
| Teniente d'Azincourt               | tenor    | Georges de Poumayrac                                                 |
| Coro: Ciudadanos, soldados         |          |                                                                      |

## Grabaciones
John Eliot Gardiner dirigió una grabación completa para Erato en 1987 con Colette Alliot-Lugaz, Michel Trempont y Thierry Dran. En 1962 la EMI francesa grabó extractos con Liliane Berton, Michel Sénéchal, Michel Dens y Jean-Christophe Benoît.